# Szkopówka
Szkopówka – część miasta Sulejówka (SIMC 0921705), w województwie mazowieckim, w powiecie mińskim. Leży w zachodniej części miasta, wzdłuż ul. Wspólnej. Stanowi najdalej na zachód wysunięty punkt powiatu mińskiego, a zarazem jego najbliższą względem Warszawy część.
Dawniej samodzielna wieś, w latach 1867–1939 w gminie Okuniew w powiecie warszawskim. W 1921 roku Szkopówka liczyła 109 mieszkańców. 20 października 1933 utworzono gromadę Szkopówka w granicach gminy Okuniew, składającą się z samej wsi Szkopówka.
1 kwietnia 1939 weszła w skład nowo utworzonej gminy Sulejówek w powiecie warszawskim.
Podczas II wojny światowej w Generalnym Gubernatorstwie, w dystrykcie warszawskim. W 1943 Szkopówka liczyła 296 mieszkańców.
1 lipca 1952, w związku z likwidacją powiatu warszawskiego, Szkopówkę wyłączono z gminy Sulejówek i włączono do nowo utworzonej gminy Wesoła w nowo utworzonym powiecie miejsko-uzdrowiskowym Otwock, gdzie gmina ta została przekształcona w jedną z jego ośmiu jednostek składowych – dzielnicę Wesoła.
Dzielnica Wesoła przetrwała do końca 1957 roku, czyli do chwili zniesienia powiatu miejsko-uzdrowiskowego Otwock i przekształcenia go w powiat otwocki. 1 stycznia 1958 Szkopówkę wyłączono ze znoszonej dzielnicy Wesoła i włączono do dzielnicy Sulejówek, którą także zniesiono i której nadano status osiedla, przez co Szkopówka stała się integralną częścią Sulejówka. W związku z nadaniem Sulejówkowi praw miejskich 18 lipca 1962 Szkopówka stała się częścią miasta.